# Élections législatives de 1956 dans le Gard
Les élections législatives françaises de 1956 dans le Gard se tiennent le 2 janvier. Ce sont les dernières élections législatives de la Quatrième république, après les élections de novembre 1946 et de juin 1951.

## Mode de scrutin
L'Assemblée nationale est composée de 626 sièges pourvus au scrutin proportionnel plurinominal suivant la règle de la plus forte moyenne dans le cadre départemental, sans panachage.
Le vote préférentiel est admis, en inscrivant un numéro d'ordre en face du nom d'un, de plusieurs ou de tous les candidats de la liste. Mais l'ordre ne pourra être modifié que si au moins la moitié des suffrages portés sur la liste est numéroté. Dans les faits les modifications ne dépasseront jamais les 7%.
La loi électorale du 7 mai 1951, dite loi des apparentements, reste en vigueur. Elle permet à la base une répartition des sièges à la représentation proportionnelle dans le département, mais si des listes « apparentées » avant le déroulement du scrutin obtiennent ensemble une majorité absolue de suffrages exprimés, elles reçoivent directement tous les sièges à pourvoir.
Dans le département du Gard, cinq députés sont à élire.

## Élus
| Député sortant   | Parti | Parti | Député élu ou réélu | Parti | Parti |
| ---------------- | ----- | ----- | ------------------- | ----- | ----- |
| Gabriel Roucaute |       | PCF   | Gabriel Roucaute    |       | PCF   |
| Gilberte Roca    |       | PCF   | Gilberte Roca       |       | PCF   |
| Robert Gourdon   |       | SFIO  | Robert Gourdon      |       | SFIO  |
| Paul Béchard 1   |       | SFIO  | Georges Juliard     |       | UFF   |
| Édouard Thibault |       | MRP   | Édouard Thibault    |       | MRP   |

1 : Paul Béchard est élu sénateur en juin 1955. Aucune partielle n'a eu lieu pour le remplacer avant la dissolution

## Résultats

### Résultats à l'échelle du département
- Un apparentement est conclu entre les listes Rép. soc et CNIP.
- Un autre apparentement regroupe les trois listes poujadistes.

| Parti    | Parti | Tête de liste    | Résultats | Résultats | Appar. | Appar. | Sièges |
| Parti    | Parti | Tête de liste    | Voix      | %         | Voix   | %      | Nb.    |
| -------- | --- | ---------------- | --------- | --------- | ------ | ------ | ------ |
|          | Parti communiste français                                                                                | Gabriel Roucaute | 69 730    | 34,85     | -      | -      | 2      |
|          | Union et fraternité française                                                                            | Georges Juliard  | 44 448    | 22,22     | 30 853 | 15,42  | 1 1    |
|          | Défense des intérêts agricoles et viticoles                                                              | Raoul Vidal      | 44 448    | 22,22     | 10 938 | 5,47   | -      |
|          | Action civique de défense des consommateurs et des intérêts familiaux                                    | Alexis Vacher    | 44 448    | 22,22     | 2 657  | 1,33   | -      |
|          | Section française de l'Internationale ouvrière                                                           | Robert Gourdon   | 32 601    | 16,30     | -      | -      | 1 1    |
|          | Mouvement républicain populaire                                                                          | Édouard Thibault | 23 761    | 11,88     | -      | -      | 1      |
|          | Républicains sociaux                                                                                     | Albert Drouot    | 17 370    | 8,68      | 9 986  | 4,99   | -      |
|          | Centre national des indépendants et paysans                                                              | Armand Cavard    | 17 370    | 8,68      | 7 393  | 3,70   | -      |
|          | Parti républicain, radical et radical-socialiste                                                         | André Pavelet    | 9 597     | 4,80      | -      | -      | -      |
|          | Centre national des indépendants de gauche, des républicains socialistes et des socialistes indépendants | Georges Valantin | 1 545     | 0,77      | -      | -      | -      |
|          | |                  |           |           |        |        |        |
| Inscrits | Inscrits                                                                                                 | Inscrits         | 248 922   | 100,00    |        |        | 5      |
| Votants  | Votants                                                                                                  | Votants          | 204 630   | 82,21     |        |        |        |
| Exprimés | Exprimés                                                                                                 | Exprimés         | 200 074   | 97,77     |        |        |        |